# Lake Tuggeranong
Der Lake Tuggeranong ist ein See in der australischen Hauptstadt Canberra. Er entstand 1987 durch die Stauung des Tuggeranong Creek und wurde geschaffen, um Geschiebe zurückzuhalten, das ansonsten in den nahen Murrumbidgee River gelangen würde.
Der See ist ein beliebtes Naherholungsgebiet für die Stadtteile Bonython und Kambah im südlichsten Stadtbezirk Tuggeranong. Er bedeckt eine Fläche von 57,1 Hektar, der Seespiegel liegt auf einer Höhe von 578 Metern. Die Wasserqualität des Sees wird durch Gesundheits- und Umweltschutzbehörden überwacht, zu den gesundheitlichen Risiken gehören durch Cyanobakterien verursachte Algenblüte und hohe Konzentrationen an Fäkalbakterien.
Das Ufer ist auf allen Seiten von Parkanlagen umgeben, im bzw. auf dem See sind Schwimmen, Angeln, Windsurfen und Rudern möglich. Rundherum führt ein Radweg. Wichtige Gebäude in der Nähe sind die Tuggeranong-Bibliothek, das Lake Tuggeranong College und das Tuggeranong-Kulturzentrum.